# Славная революция (Испания)
Славная революция (исп. La Gloriosa) — государственный переворот, произошедший в Испании в 1868 году и приведший к отстранению от власти королевы Изабеллы II, смене династии на 6 лет и либерализации на несколько десятилетий. Сторонниками революции выступали Либеральный союз, Прогрессистская и Демократическая партии.

## Революция
17 сентября 1868 года генерал Хуан Прим тайно переправляется из Лондона в Кадис. Здесь его встречает адмирал Хуан Баутиста Топете. Под их командованием 18 сентября начинается военный переворот, в результате которого Кадис оказывается во власти революционеров. После захвата Кадиса Топете направляет часть своих кораблей на Канарские острова, чтобы привезти оттуда находящихся в ссылке деятелей оппозиции. Среди прочих из ссылки возвращается маршал Франсиско Серрано. Он возглавляет мятежные войска и отправляется с ними в Севилью.
Решающая битва между инсургентами и правительственными войсками произошла 27 сентября у Альколейского моста в одном переходе от Кордовы. Битва закончилась победой повстанцев под командованием Франсиско Серрано. Командующий правительственными войсками Новаличес был тяжело ранен, а его заместитель Паредес после капитуляции 2 октября вместе со своей армией перешёл на сторону революционеров.
Королева Изабелла II, узнав о поражении в Альколейской битве, бежала во Францию. В Биаррице она встречается с Наполеоном III, который предоставляет в её распоряжение замок По. Впоследствии Изабелла переселяется в Париж и остаётся там до конца своей жизни. Последние годы провёл во Франции и свергнутый глава испанского правительства Гонсалес Браво.

## Последующие события

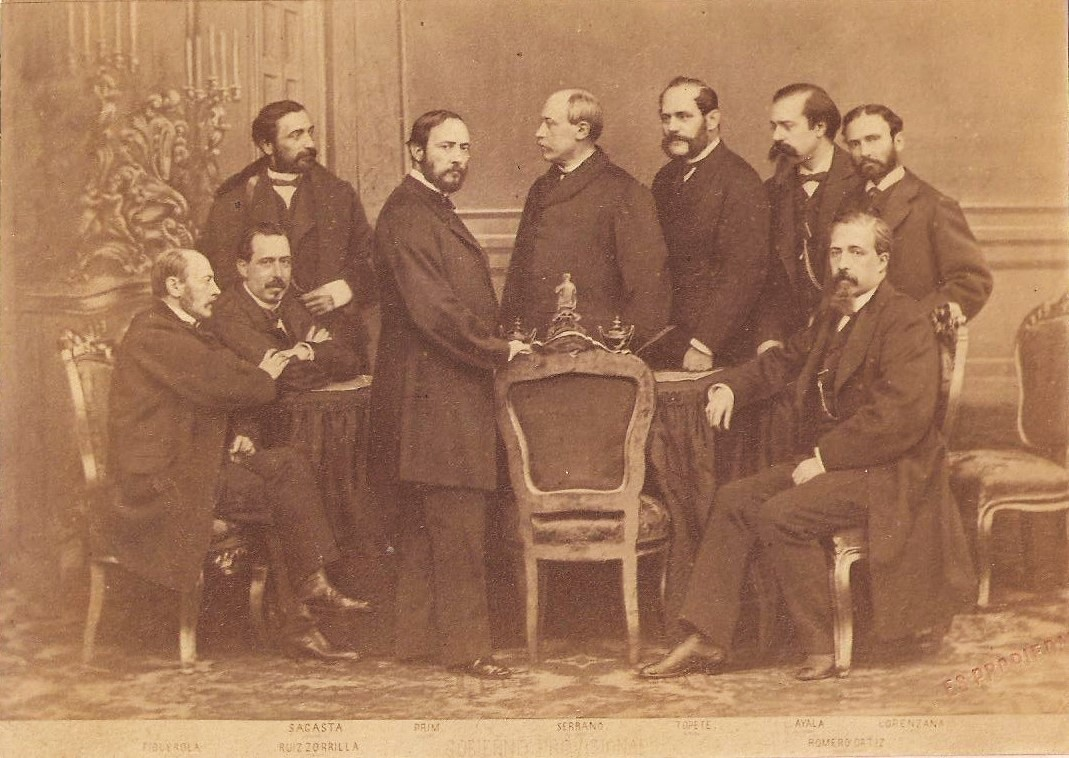
Временное правительство 1869 года. Слева направо: Фигерола, Сагаста, Руис Соррилья, Прим, Серрано, Топете, Лопес де Аяла, Ромеро Ортис и Лоренсана

25 октября 1868 года революционное министерство декретом ввело всеобщее избирательное право, свободу совести, печати и обучения, свободу союзов и собраний. 11 февраля 1869 года были созваны учредительные кортесы. Результатом их деятельности стала новая конституция, которая была принята 1 июня и обнародована 6 июня. Одним из наиболее спорных вопросов стал религиозный: несмотря на массовые манифестации в поддержку католичества как единственной разрешённой религии, конституция явным образом провозглашала свободу вероисповедания.
После принятия конституции кортесы занялись выбором нового монарха. Сын Изабеллы, Альфонс, в тот момент ещё не пользовался достаточной популярностью. Испанская корона была предложена Фердинанду Саксен-Кобургскому, однако длительные переговоры ни к чему не привели. Другим кандидатом стал принц Леопольд Гогенцоллерн-Зигмаринген, который также не стал испанским королём, однако обсуждение его кандидатуры привело к резкому обострению отношений между Францией и Пруссией, и, в конечном итоге, к франко-прусской войне. Наконец, 16 ноября 1870 года кортесы избрали королём принца Амадея Савойского, который в январе 1871 прибыл в Испанию и присягнул испанской конституции.